# Répceszemere
Répceszemere es un pueblo húngaro perteneciente al condado de Győr-Moson-Sopron, distrito de Kapuvár.

## Superficie
Cuenta con una superficie de 9,42 kilómetros cuadrados.

## Demografía
Hasta 2023 la población era de 267 habitantes, con una densidad de población de 28,34 habitantes por kilómetro cuadrado.
| Gráfica de evolución demográfica de Répceszemere entre 2018 y 2023 |
|                                                                    |
| Datos según la Oficina Central de Estadística de Hungría.          |